# یواس‌اس هدو (اس‌اس‌ان-۶۰۴)
یواس‌اس هدو (اس‌اس‌ان-۶۰۴) (به انگلیسی: USS Haddo (SSN-604)) یک زیردریایی بود که طول آن ۲۷۸ فوت ۶ اینچ (۸۴٫۸۹ متر) بود. این زیردریایی در سال ۱۹۶۲ ساخته شد.